# 鉾田インターチェンジ
鉾田インターチェンジ（ほこたインターチェンジ）は、茨城県鉾田市にある東関東自動車道のインターチェンジである。

## 道路
- E51 東関東自動車道（16番）

## 接続する道路
- 茨城県道110号鉾田茨城線[1]（バイパス建設中）

## 料金所
- ブース数：4

### 入口
- ブース数：2
  - ETC専用：1
  - 一般：1

### 出口
- ブース数：2
  - ETC専用：1
  - 一般：1

## 歴史
- 2016年（平成28年）12月 : IC名称が「鉾田IC」に正式決定[2]。
- 2018年（平成30年）2月3日 : 鉾田IC - 茨城空港北IC間開通に伴い供用開始[3]。
- 2026年（令和8年）度 : 潮来IC - 鉾田IC間開通予定[4][注釈 1]。

## 隣
E51 東関東自動車道
行方IC（事業中） - (16) 鉾田IC - (17) 茨城空港北IC